# 계간 시대정신
시대정신(時代精神)은 대한민국의 잡지로 사단법인 시대정신이 발간하는 사상이론잡지이다. 1998년 11월 김영환, 한기홍, 홍진표 등 주체사상파에서 전향한 80년대 학생 운동권 인사들이 주축이 되어 창간했다.
창간호부터 2003년 22호까지는 격월간으로 발간하였으나, 잠시 중단되었다가 2003년 23호(겨울호)부터 계간으로 복간되었다. 2005년말 다시 휴간하였으나, 2006년 안병직 뉴라이트재단 이사장이 발행인으로 취임하면서 뉴라이트 진영의 사상이론지로 2006년 31호(여름호)부터 재창간되었다.
사회과학이론뿐만 아니라 문학과 문화평론도 다루었으며, 매년 2월, 5월, 8월, 11월의 25일경에 4번 발행되었다.
그 동안 수록된 주요특집으로는 《20세기 한국의 대반전》,《국민통합》,《북한의 선군정치, 핵개발, 붕괴 및 대책》,《경제불황과 사회안전망 구축》,《글로벌 금융위기와 자유주의의 미래》,《보수와 진보가 함께할 공동체를 찾아서》,《대한민국 건국의 역사적 의의》,《이명박 정부의 국정과제》등이 있다.
2015년 68호(9~10월)부터는 격월간으로 발행 주기를 변경하였다.

## 같이 보기
- 김영환 - 강철서신의 저자.